# Ahvenjärvi (Pajala socken, Norrbotten, 754457-180957)
Ahvenjärvi är en sjö i Pajala kommun i Norrbotten och ingår i Torneälvens huvudavrinningsområde.